# Vii
La Vii est une console de jeu vidéo sortie en Chine et récemment au Japon, dont le facteur de forme originale est semblable à la Nintendo Wii. Selon Engadget Chine, la console se vend 1 280 yuan, soit 170 dollars US, 119 euros ou 83 livres sterling.
La télécommande est semblable dans la conception à la Wiimote, mais est plus petite en taille. Elle comporte la détection de mouvement, mais n'a pas la capacité de pointer à l'écran. Les télécommandes Vii existent en différentes couleurs. La console elle-même est aussi disponible dans les coloris blanc, rose et bleu clair.
Il existe une refonte de la console, familièrement appelé la Vii 2. Les contrôleurs et les caractéristiques remodelés de la console rappellent la conception de la NES et de la PlayStation 3, et peut être utilisé à la fois sur les téléviseurs PAL et NTSC. Elle comprend une fente de cartouche et une cartouche intitulée 7in1.

## Jeux
Le Vii dispose d’un slot cartouche. Le système initial présente un total de douze jeux, parmi lesquels :
- Happy Tennis
- Prises de poissons
- Bowling
- Alacrity Golf — un mini jeu
- Tennis de Table
- Smart Dart
- Fry Egg — un clone Cooking Mama
- Bird Knight — un clone de Balloon Fight
- Fever Move — un clone de Dance Dance Revolution
- Come On
- Fantasy Baseball
- Free Craps

En outre, plusieurs autres jeux ont également été publiés en format cartouche.
En plus des jeux qui ont été inclus dans la première version du Vii (à l’exception de Free Craps qui n’était pas comprise), la Vii 2 comprend également une cartouche intitulée 7in1.
Les sept jeux sont :
- MaJong13
- MaJong16
- Bubble Blaster
- Jewel Master 2 (un clone de Columns)
- Flipper poisson
- Écureuil Bobble (un clone de Snood)
- Plan Lightning